# 乙戸南
乙戸南（おっとみなみ）は、茨城県土浦市の町名。現行行政地名は乙戸南一丁目から乙戸南三丁目。郵便番号は300-0845。

## 地理
土浦市南部に位置する開発進行中の住宅地である。2013年には、近隣のつくば市稲岡にイオンモールつくばが開業した。

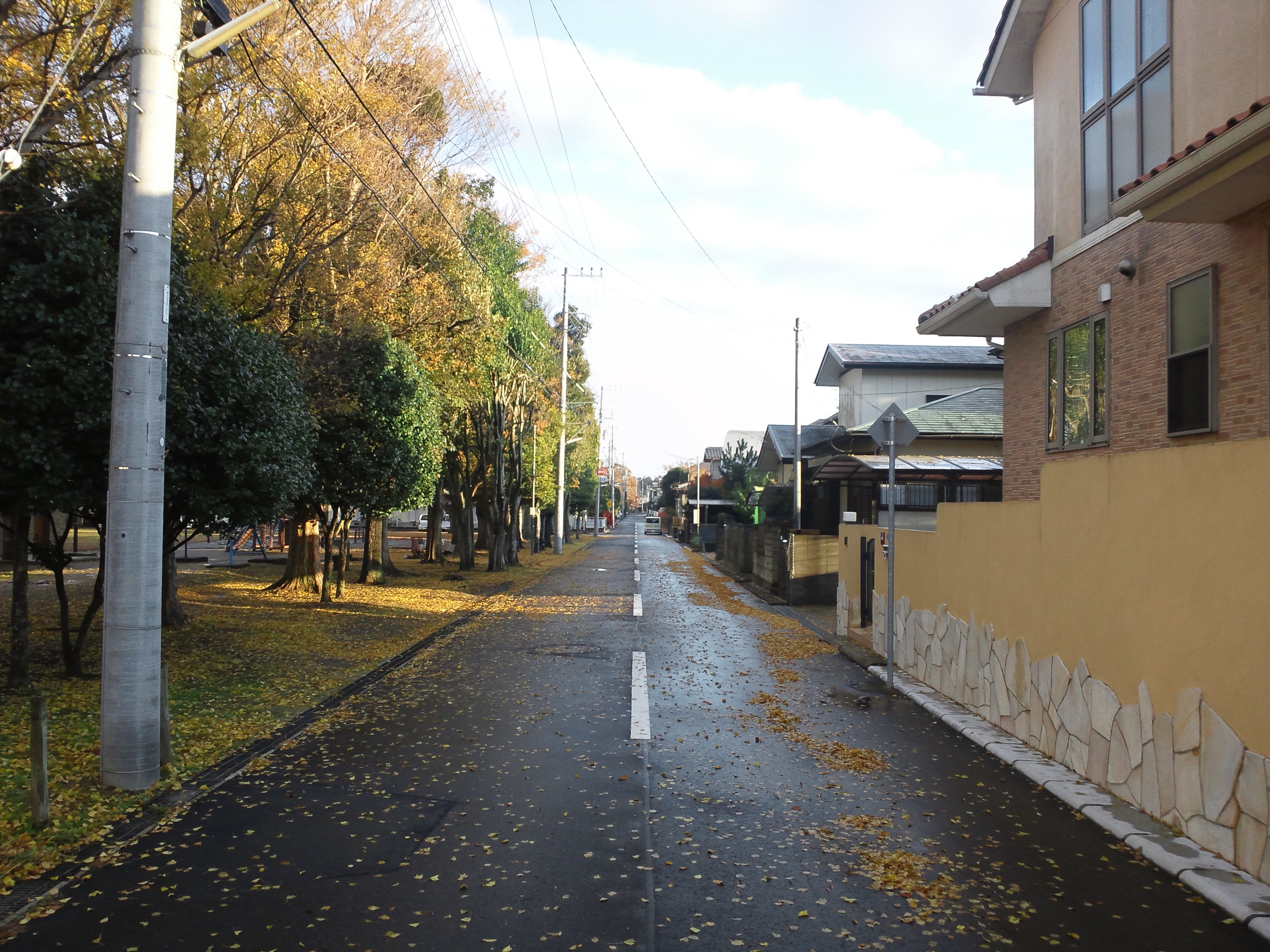
乙戸南二丁目
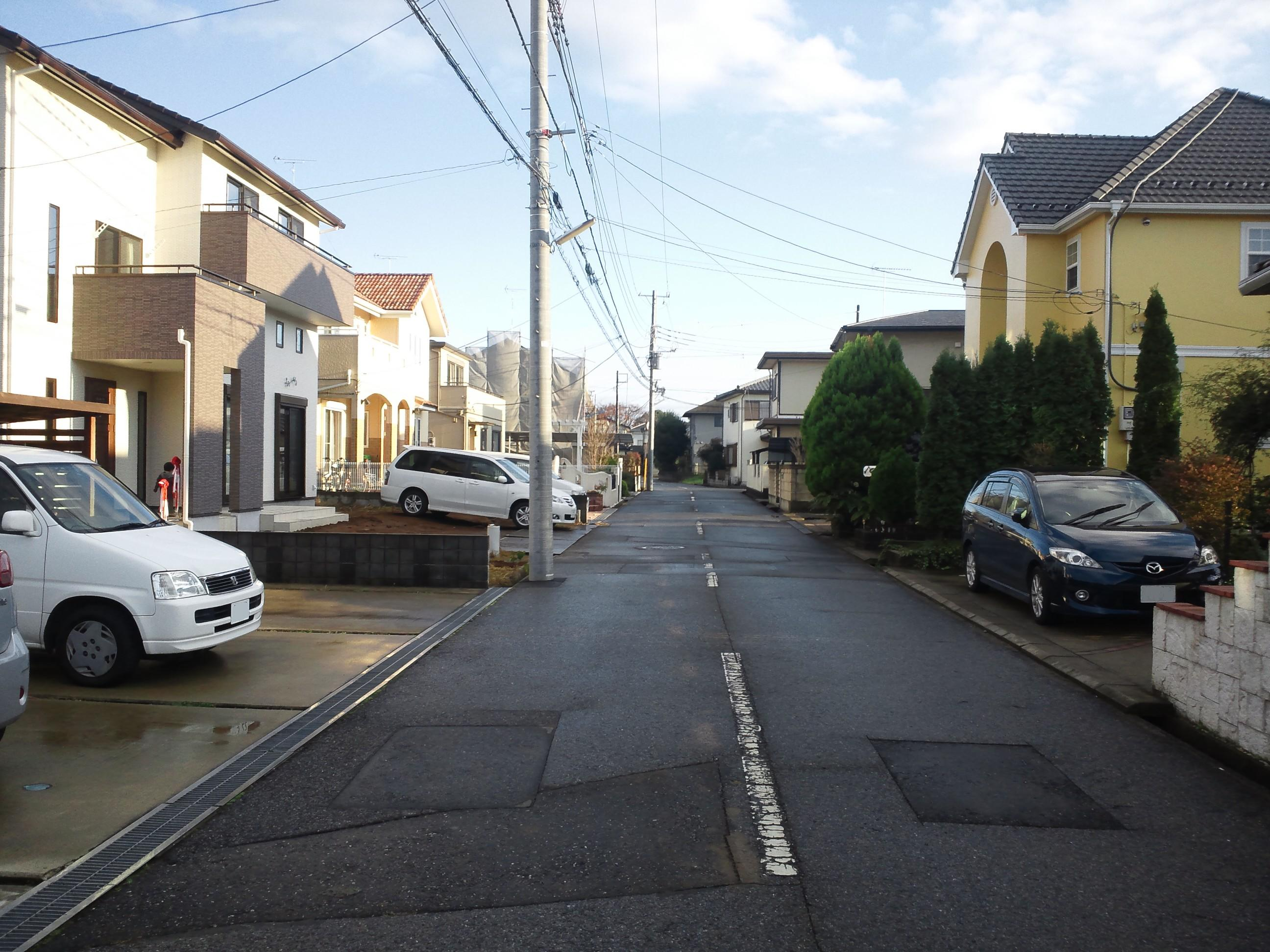
乙戸南三丁目
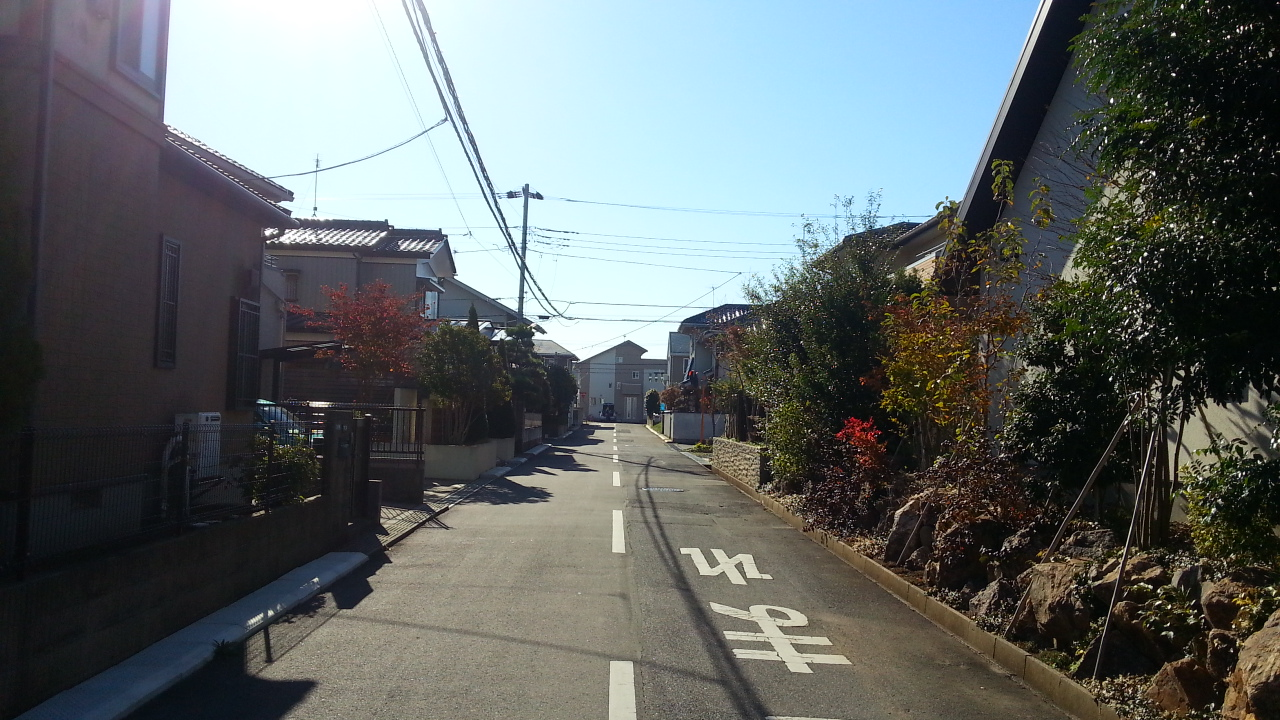
乙戸南の住宅街

## 歴史
土地区画整理事業により、1976年（昭和51年）9月1日に乙戸の一部から成立した。

### 町名の変遷
| 実施後       | 実施年月日   | 実施前 |
| ------------ | ------------ | ------ |
| 乙戸南一丁目 | 1976年9月1日 | 乙戸   |
| 乙戸南二丁目 | 1976年9月1日 | 乙戸   |
| 乙戸南三丁目 | 1976年9月1日 | 乙戸   |

## 世帯数と人口
2017年（平成29年）8月1日現在の世帯数と人口は以下の通りである。
| 丁目         | 世帯数    | 人口    |
| ------------ | --------- | ------- |
| 乙戸南一丁目 | 473世帯   | 1,223人 |
| 乙戸南二丁目 | 467世帯   | 1,112人 |
| 乙戸南三丁目 | 377世帯   | 914人   |
| 計           | 1,317世帯 | 3,249人 |

## 交通
JRの最寄駅は常磐線荒川沖駅。つくばエクスプレスの最寄駅はつくば駅となっている。
一般道では土浦・牛久方面の国道6号（東）、牛久土浦バイパス（西）と、稲敷郡阿見町・つくば・ひたち野うしく方面の学園西大通り（南）、学園東大通り（北）に東西南北を囲まれている。また、茨城県道273号館野荒川沖停車場線に接している。
高速道路は、首都圏中央連絡自動車道つくば牛久ICと常磐自動車道桜土浦ICが近くにある。

## 施設

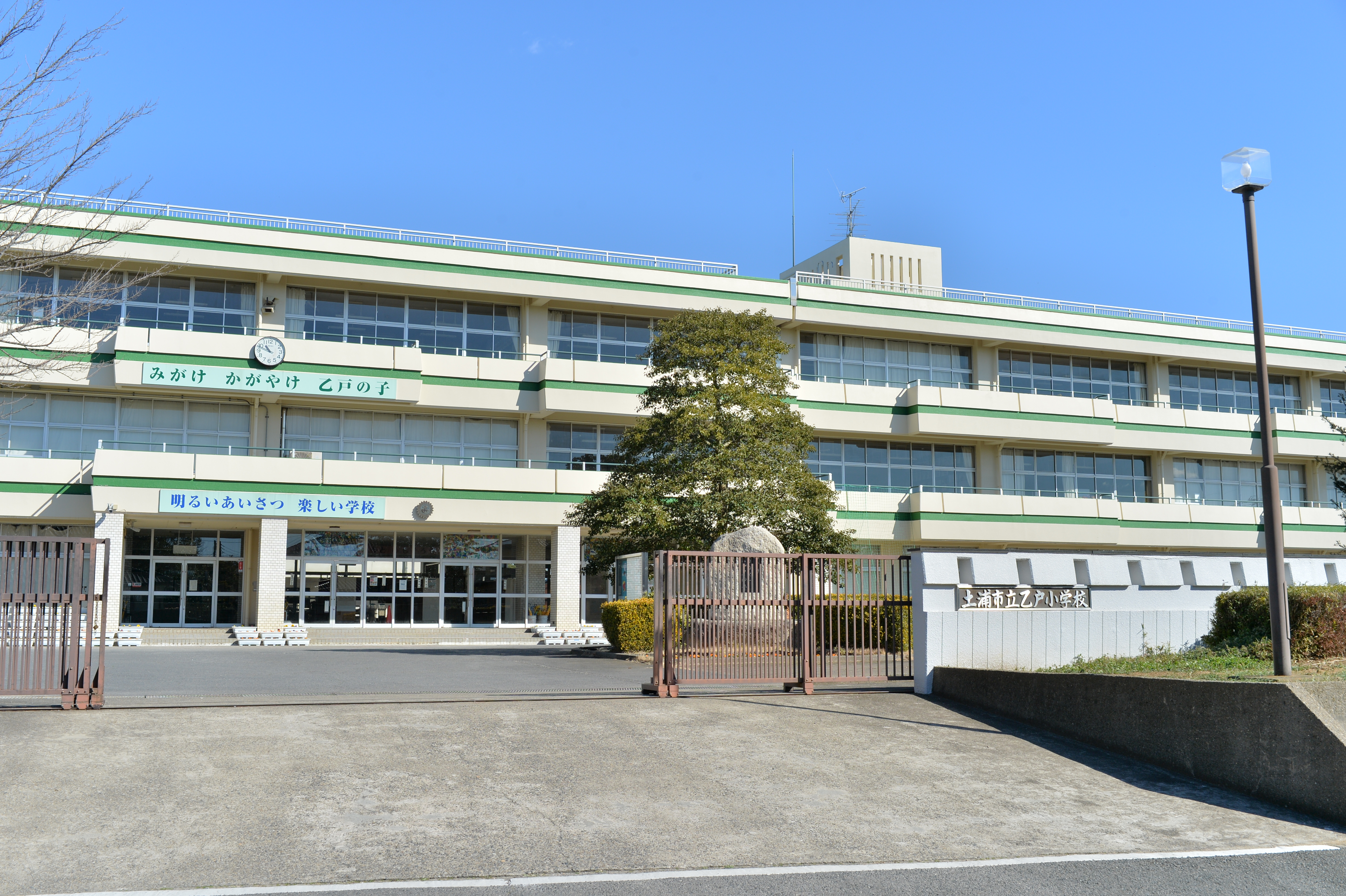
土浦市立乙戸小学校

- 土浦市立乙戸小学校
- 土浦乙戸郵便局
- 向台児童公園
- 乙戸南公園
- 稲荷児童公園
- 下の内公園
- ふれあい広場

## 小・中学校の学区
市立小・中学校に通う場合、学区は以下の通りとなる。
| 丁目   | 番地 | 小学校             | 中学校                 |
| ------ | ---- | ------------------ | ---------------------- |
| 一丁目 | 全域 | 土浦市立乙戸小学校 | 土浦市立土浦第三中学校 |
| 二丁目 | 全域 | 土浦市立乙戸小学校 | 土浦市立土浦第三中学校 |
| 三丁目 | 全域 | 土浦市立乙戸小学校 | 土浦市立土浦第三中学校 |